# ودیکا
ودیکا کومار یک هنرپیشه و مدل هندی است که در فیلم‌های مالایالام، تلوگو، تامیل و کانادا فعالیت کرده‌است.
او حرفه بازیگری خود را با فیلم مدرسی آغاز کرد. او با ایفای نقش آنگاما در فیلم دورهمی (۲۰۱۳) با کارگردانی بالا به موفقیت رسید و تحسین منتقدان و جوایزی را برای ایفای نقشش به دست آورد. او اولین حضور خود در بالیوود را در سال ۲۰۱۹ با فیلم جسد تجربه کرد.او در فیلم نزدیکتر دورتر نیز بازی کرده است.
او در بمبئی بزرگ شده اما خانواده اش از مناطق مرزی ایالت‌های مهاراشترا و کرناتکه هستند.